# José Rosa dos Santos
José Rosa dos Santos, né le 29 juin 1945, est un arbitre portugais de football. Il fut arbitre international de 1984 à 1991. 

## Carrière
Il a officié dans des compétitions majeures :
- Euro 1988 (1 match)
- Supercoupe de l'UEFA 1990 (match aller)
- Euro 1992 (1 match)